# Tyler Adams
Tyler Shaan Adams (sinh ngày 14 tháng 2 năm 1999) là một cầu thủ bóng đá chuyên nghiệp người Mỹ hiện đang thi đấu cho câu lạc bộ Leeds United tại Premier League và đội tuyển quốc gia Hoa Kỳ chủ yếu ở vị trí tiền vệ. Adams có thể chơi ở vị trí hậu vệ cánh hoặc tiền vệ cánh ở hai bên phòng thủ hoặc tiền vệ.
Adams là cầu thủ của học viện New York Red Bulls, anh chuyển sang thi đấu chuyên nghiệp với New York Red Bulls II khi mới 16 tuổi trước khi gia nhập New York Red Bulls vào mùa giải sau. Tháng 1 năm 2019, Adams gia nhập RB Leipzig ở Đức. Tháng 7 năm 2022, Adams ký hợp động với Leeds United.

## Sự nghiệp câu lạc bộ

### Đội trẻ
Adams gia nhập Học viện Red Bulls năm 2011 và thi đấu cho đội bóng U-13, U-14 và U-16 trước khi chuyển sang thi đấu chuyên nghiệp câu lạc bộ.

### New York Red Bull II
Ngày 19 tháng 3 năm 2015, Adams ký hợp đồng với đội bóng dự bị New York Red Bulls II ở United Soccer League. Adams ra mắt cho câu lạc bộ vào ngày 4 tháng 4, trong chiến thắng 4–1 trước Toronto FC II. Đây là chiến thắng đầu tiên trong lịch sử câu lạc bộ. Sau lần ra sân thường xuyên cho New York Red Bull II trong mùa giải 2016, Adams giúp cho câu lạc bộ giành chiến thắng tỷ số 5–1 trước Swope Park Rangers trong trận Chung kết USL Cup 2016.

### New York Red Bulls
Ngày 23 tháng 7 năm 2015, Adams ra mắt cho câu lạc bộ New York Red Bulls trong trận giao hữu gặp đương kim vô địch Premier League – Chelsea. Anh bàn thắng thứ hai của trận đấu, đánh đầu tung lưới Asmir Begović ở phút thứ 69, giúp cho đội bóng anh giành chiến thắng với tỷ số 4–2.
Adams ký hợp đồng bóng đầu tiên của anh vào ngày 3 tháng 11 năm 2015 và gia nhập đội bóng đầu tiên ở trại huấn luyện trước mùa giải 2016. Adams lần đầu ra sân từ trên băng ghế dự bị ở giải đấu Major League Soocer (MLS) với tư cách là cầu thủ dự bị không được sử dụng vào ngày 1 tháng 4 năm 2016, trong trận thua 0–1 trước New England Revolution. Ngày 13 tháng 4, anh có trận ra mắt ở MLS, bắt đầu trận gặp San Jose Earthquakes trước khi trở lại Red Bulls II dưới dạng cho mượn trong phần còn lại của mùa giải.
Adams nổi lên như một cầu thủ thường xuyên đá chính cho câu lạc bộ New York Red Bulls ở mùa giải 2017. Ngày 15 tháng 8 năm 2017, Adams giúp cho New York giành chiến thắng tỷ số 3–2 trước FC Cincinnati, kiến tạo cho Bradley Wright-Phillips gỡ hòa ở phút thứ 77. Với chiến thắng trong trận này, New York Red Bulls tiến vào trận chung kết Open Cup đầu tiên kể từ năm 2003. Adams ghi hai bàn thắng đầu tiên ở MLS trong trận hòa 3–3 trước DC United vào ngày 27 tháng 9 năm 2017.
Vào ngày 13 tháng 3 năm 2018, Adams đã mở tỷ số cho New York trong chiến thắng 3-1 trước Club Tijuana, giúp cho đội bóng anh lần đầu lọt vào bán kết CONCACAF Champions League.

### RB Leipzig

#### 2019
Adams gia nhập đội bóng RB Leipzig vào tháng 1 năm 2019, anh tái hợp với huấn luyện viên cũ Jesse Marsch. Anh có trận ra mắt cho RB Leipzig vào ngày 27 tháng 1,  trong chiến thắng 4–0 trước Fortuna Düsseldorf. Ngày 16 tháng 2, Adams thực hiện pha kiến tạo đầu tiên ở Bundesliga trong chiến thắng 3–1 trước Stuttgart. Anh đã bỏ lỡ toàn bộ các trận đấu vào tháng 4 do chấn thương háng, và cho đến lúc Leipzig chưa thua một trận nào có anh  vào sân. Ngày 16 tháng 5, Adams trở lại RB Leipzig và 11 ngày sau bắt đầu trận chung kết DFB-Pokal gặp Bayern Munich mà đội bóng anh thua 0–3.

#### 2019–20
Adams đã bị chấn thương háng, khiến anh phải ngồi ngoài trong mùa hè năm 2019 và nửa đầu mùa giải Bundesliga 2019–20. Anh trở lại trong trận đấu cuối trước kỳ nghỉ đông, thi đấu 86 phút trong chiến thắng 3–1 trước FC Augsburg. Ngày 10 tháng 3, Adams có trận ra mắt ở UEFA Champions League trong trận lượt về gặp đội bóng Tottenham Hotspur, khi anh vào sân thay cho Nordi Mukiele ở phút thứ 56, người bị chấn thương đầu. Adams đã bỏ lỡ trận lượt đi do chấn thương nhẹ ở bắp chân. Trận đấu kết thúc với tỷ số 3–0 (tổng tỷ số 4–0) với chiến thắng của RB Leipzig và đi tiếp vào vòng tróng.
Ngày 13 tháng 8 năm 2020, Adams ghi bàn thắng quyết định cho RB Leipzig trong chiến thắng 2–1 trước Atlético Madrid, giúp câu lạc bộ lần đầu tiến vào bán kết UEFA Champions League.

### Leeds United
Adams gia nhập đội bóng Leeds United ở Premier League theo hợp đồng 5 năm với mức giá chuyển nhượng 20 triệu bảng được báo cáo vào ngày 6 tháng 7 năm 2022. Anh có trận ra mắt giải đấu cho Leeds United vào ngày 6 tháng 8, với tư cách là cầu thủ của đội hình xuất phát trong trận mở màn mùa giải, giành chiến thắng 2–1 trên sân nhà trước Wolverhampton Wanderers.

## Sự nghiệp quốc tế
Ngày 14 tháng 11 năm 2017, Tyler Adams có lần ra mắt khoác áo đội tuyển quốc gia Hoa Kỳ, thi đấu trọn vẹn 90 phút trong trận hòa 1–1 trước đội tuyển Bồ Đào Nha. Ngày 11 tháng 9 năm 2018, anh ghi một bàn thắng vào lưới Mexico trong trận giao hữu ở Sân vận động Nissan.
Tháng 6 năm 2019, Adams có tên trong đội hình tham dự Cúp vàng CONCACAF 2019, nhưng buộc phải rút lui vì chấn thương.
Tháng 11 năm 2022, Adams được làm đội trưởng của đội tuyển quốc gia Hoa Kỳ cho World Cup 2022. Điều này khiến anh trở thành đội trưởng trẻ nhất ở giải đấu và là đội trưởng trẻ nhất của đội tuyển Mỹ kể từ năm 1950.

## Thống kê sự nghiệp

### Câu lạc bộ
Tính đến 12 tháng 11 năm 2022
| Câu lạc bộ            | Mùa giải            | Giải đấu            | Giải đấu | Giải đấu | Cúp Quốc gia | Cúp Quốc gia | Cúp Liên đoàn | Cúp Liên đoàn | Châu lục | Châu lục | Tổng cộng | Tổng cộng |
| Câu lạc bộ            | Mùa giải            | Hạng                | Trận     | Goals    | Trận         | Bàn          | Trận          | Bàn           | Trận     | Bàn      | Trận      | Bàn       |
| --------------------- | ------------------- | ------------------- | -------- | -------- | ------------ | ------------ | ------------- | ------------- | -------- | -------- | --------- | --------- |
| New York Red Bulls II | 2015                | USL                 | 11       | 0        | 1            | 0            | —             | —             | —        | —        | 12        | 0         |
| New York Red Bulls II | 2016                | USL                 | 22       | 0        | —            | —            | 4             | 0             | —        | —        | 26        | 0         |
| New York Red Bulls II | Tổng cộng           | Tổng cộng           | 33       | 0        | 1            | 0            | 4             | 0             | —        | —        | 38        | 0         |
| New York Red Bulls    | 2016                | MLS                 | 1        | 0        | —            | —            | —             | —             | 3        | 0        | 4         | 0         |
| New York Red Bulls    | 2017                | MLS                 | 27       | 2        | 5            | 0            | 3             | 0             | —        | —        | 35        | 2         |
| New York Red Bulls    | 2018                | MLS                 | 31       | 0        | 1            | 0            | 4             | 0             | 6        | 1        | 42        | 1         |
| New York Red Bulls    | Tổng cộng           | Tổng cộng           | 59       | 2        | 6            | 0            | 7             | 0             | 9        | 1        | 81        | 3         |
| RB Leipzig            | 2018–19             | Bundesliga          | 10       | 0        | 2            | 0            | —             | —             | —        | —        | 12        | 0         |
| RB Leipzig            | 2019–20             | Bundesliga          | 14       | 0        | —            | —            | —             | —             | 3        | 1        | 17        | 1         |
| RB Leipzig            | 2020–21             | Bundesliga          | 27       | 1        | 4            | 0            | —             | —             | 6        | 0        | 37        | 1         |
| RB Leipzig            | 2021–22             | Bundesliga          | 24       | 0        | 4            | 0            | —             | —             | 9        | 0        | 37        | 0         |
| RB Leipzig            | Tổng cộng           | Tổng cộng           | 75       | 1        | 10           | 0            | —             | —             | 18       | 1        | 103       | 2         |
| Leeds United          | 2022–23             | Premier League      | 13       | 0        | 0            | 0            | —             | —             | —        | —        | 13        | 0         |
| Tổng cộng sự nghiệp   | Tổng cộng sự nghiệp | Tổng cộng sự nghiệp | 180      | 3        | 17           | 0            | 11            | 0             | 27       | 2        | 235       | 5         |

1. ↑  U.S. Open Cup và DFB-Pokal
2. ↑  USL Cup Playoffs và MLS Cup Playoffs
3. ↑  CONCACAF Champions League, UEFA Champions League và UEFA Europa League

### Đội tuyển quốc gia
Tính đến 24 tháng 3 năm 2024
| Đội tuyển quốc gia | Năm       | Trận | Bàn |
| ------------------ | --------- | ---- | --- |
| Hoa Kỳ             | 2017      | 1    | 0   |
| Hoa Kỳ             | 2018      | 8    | 1   |
| Hoa Kỳ             | 2019      | 1    | 0   |
| Hoa Kỳ             | 2020      | 2    | 0   |
| Hoa Kỳ             | 2021      | 10   | 0   |
| Hoa Kỳ             | 2022      | 14   | 0   |
| Hoa Kỳ             | 2024      | 2    | 1   |
| Tổng cộng          | Tổng cộng | 38   | 2   |

Tính đến 24 tháng 3 năm 2024
| STT | Ngày                | Địa điểm                               | Đối thủ | Bàn thắng | Kết quả | Giải đấu                        |
| --- | ------------------- | -------------------------------------- | ------- | --------- | ------- | ------------------------------- |
| 1   | 11 tháng 9 năm 2018 | Sân vận động Nissan, Nashville, Hoa Kỳ | México  | 1–0       | 1–0     | Giao hữu                        |
| 2   | 24 tháng 3 năm 2024 | Sân vận động AT&T, Arlington, Hoa Kỳ   | México  | 1–0       | 2–0     | CONCACAF Nations League 2023–24 |

## Danh hiệu
New York Red Bull II
- Cúp USL : 2016

bò đực đỏ New York
- MLS Supporters Shield : 2018

RB Leipzig
- DFB-Pokal : 2021–22 [32]

U20 Hoa Kỳ
- Giải vô địch bóng đá U-20 CONCACAF: 2017

Hoa Kỳ
- CONCACAF Nations League: 2019–20[33]